# The Stig
The Stig är den hemlige testföraren i motorprogrammet Top Gear som sänds på BBC.

## Uppdrag
The Stigs huvuduppdrag i programmet är att köra bilar, för det mesta sport- eller superbilar, som testas ett varv runt programmets egen testbana. Tiden bilen får på detta varv används för att ranka bilarna på programmets Power Lap-lista.
Ibland används även The Stig för att hastighetstesta andra bilar som används i programmets inslag. Ett genomgående skämt i serien är att The Stig lyssnar på musik i bilstereon medan han kör bilarna på testbanan, vilket tyder på att han, trots sin grymt skickliga körning, själv tycker att det han gör är mycket enkelt. Hans musiksmak har varierat genom säsongerna, från bakgrunds- till reklamfilmsmusik. Han har även lyssnat på språkkurser och romantiska ljudböcker.
The Stig visas alltid i racingoverall och hjälm med tonat visir och pratar aldrig. BBC har försökt hålla hans identitet hemlig, men det är uppenbart att The Stig är någon med racingbakgrund. På senare tid har dock programledarna börjat uppmärksamma mysteriet med the Stigs identitet, dock utan att ge några ledtrådar.

## Tre olika the Stig
Under åren som Top Gear visats i TV har det totalt funnits tre The Stig. Den förste Stig, klädd i svart, byttes ut efter att hans identitet avslöjats 2003 och byttes ut mot en ny Stig klädd i vitt. År 2010 avslöjades även dennes identitet och han byttes då ut mot en tredje Stig, även han klädd i vitt.

### Svarte The Stig
Den förste Stig var klädd i svart racingoverall och BBC gjorde allt för att hålla hans identitet hemlig. Den 12 januari 2003, efter första säsongen av Top Gear, skrev The Sunday Mirror en artikel som påstod att racerföraren Perry McCarthy var The Stig. Både BBC och McCarty själv förnekade detta, men efter säsong två gav McCarthy ut del två av sin självbiografi Flat Out, Flat Broke och avslöjade i den att han var The Stig.
McCarthy är en före detta formel 1-förare som testkört åt stallen Benetton, Arrows och Williams.
I första avsnittet av säsong tre av Top Gear tog man helt enkelt livet av den svarte The Stig i ett experiment som gick snett. Han "dog" när han körde för fort över kanten på ett hangarfartyg och störtade ned i havet. Den svarte The Stig ersattes i samma avsnitt av en vit The Stig.

### Den förste vite The Stig
Den förste vite The Stig dök upp i första avsnittet av Top Gears tredje säsong, som sändes 26 oktober 2003. Hans identitet hölls hemlig i många år, ända till augusti 2010 då Ben Collins avslöjade att han var The Stig. Ben Collins har också medverkat i programmet som förare i flera inslag.
Redan 2005 började olika rykten och teorier om The Stigs identitet florera och 2009 ökade antalet rykten lavinartat och flera brittiska tidningar hävdade att Ben Collins var the Stig. Bland annat påstod en hantverkare att han sett The Stigs hjälm och uniform hemma hos Collins och i januari 2009 avslöjade en gallerist att Collins hade besökt honom för att reproducera bilder på sig själv med den typiska vita overallen och hjälmen med det svarta visiret. Alla rykten om att Collins var den vite The Stig blev därmed bekräftade, även om BBC officiellt vägrade bekräfta vite The Stigs identitet.[källa behövs]
Den 20 juni 2009 meddelade en av Top Gears programledare, Jeremy Clarkson, att The Stigs identitet skulle avslöjas i det första avsnittet av säsong tretton. Efter ett test av Ferrari FXX kom The Stig in i studion, tog av sig hjälmen och avslöjade sig själv som Michael Schumacher. Det har senare visat sig att det var Schumacher som körde Ferrarin, men att han inte var den "ordinarie" The Stig.
Den 23 augusti 2010 inleddes domstolsförhandlingar vid High Court i London, sedan BBC inlett en process mot bokförlaget Harper Collins. BBC ville hindra förlaget att ge ut en bok där identiteten på the Stig skulle avslöjas. BBC förlorade rättsprocessen och det visade sig att Ben Collins var The Stig. Detta var slutet på år av rykten och påståenden om vem The Stig var.

#### Rykten och teorier
Ett vanligt förslag var att den vite The Stig är Damon Hill. Damon Hill medverkade som gäst i TopGear den 26 juni 2005. I intervjun sade han bland annat att han och The Stig inte är samma person: "I get asked that all the time, and I keep saying 'No, I'm not The Stig', but they won't believe me." Under en introduktion av The Stig sades att hans andedräkt luktar magnesium ("Some say his breath smells of magnesium"). När Jeremy Clarkson senare i samma avsnitt intervjuade Damon Hill och han förnekat att han är The Stig luktade Clarkson på hans andedräkt och konstaterade att det luktade magnesium.
Det finns vissa undantag där The Stig "spelas" av en annan person. När The Stig körde Renaults F1-bil var det stallets testförare Heikki Kovalainen som bar The Stig-uniformen.
I ett inslag i Top Gears egna vinter-os utförde The Stig ett backhoppnings-hopp med en snöskoter. Då var det svenske skoter-cross-föraren Dan Lang som spelade The Stig. Det sägs även att under vissa av de vanliga testvarven spelas The Stig av någon annan. Det kan vara fallet om Top Gear lånat bilen av en privat ägare som inte vill låta någon annan köra den (testvarvet med Maserati MC12 sägs vara ett exempel på det, där ägaren till bilen själv var The Stig). Den 10 mars 2007 dök det på Youtube upp ett klipp från ett nederländskt TV-program där reportern lyckas få prata lite med The Stig. Detta blåste ännu mer liv i debatten om vem The Stig var med gissningar utifrån hans dialekt, betoning med mera.

### Den andre vite The Stig (nuvarande)
Efter avslöjandet att Ben Collins var The Stig var producenterna osäkra på om Top Gear skulle ha en ny Stig. I slutet av programmets Mellanösternspecial, som sändes 26 december 2010, anlände programledarna, likt Bibelns tre vise män, i Betlehem där de fann Josef och Maria vid en krubba. I krubban låg en "Baby Stig", en bebis iklädd vit racingoverall och hjälm.
I första avsnittet av säsong sexton förklarade programledarna Jeremy Clarkson och James May att Stig växer väldigt fort och att han redan efter en månad var fullvuxen. Den nye Stigs varvtider var ungefär samma som den tidigare Stigs och den nye Stig satte, redan i sitt första program, banrekord med en Ariel Atom V8 som tog sig runt banan på 1:15.1.
Den andre vite The Stigs identitet var länge en väl förborgad hemlighet men i september 2024 avslöjade Jeremy Clarkson slutligen att det rörde sig om den brittiske racerföraren Phil Keen.

## The Stig som karaktär och mysterium i programmet
Under senare säsonger av Top Gear har man i programmet börjat använda The Stig mer som en aktiv person/karaktär.
Bland annat har man släppt ut The Stig i verkligheten under ett race till Skottland, där man fick veta att han betalar sin bensin med ett bankkort utfärdat av "Bank of Money". Man har även uppmärksammat mysteriet med hans identitet på ett lite retfullt sätt, typiskt för Top Gear.